# 日根野弘就
日根野 弘就（ひねの ひろなり）は、戦国時代から安土桃山時代にかけての武将、大名。美濃本田城主。

## 出自
『寛永諸家系図伝』や『寛政重修諸家譜』では父は日根野九郎左衛門尉とされる。『堂洞軍記』には「日根野弥右衛門弘龍後備中守と云。始メ斎藤道三に奉仕後信長秀吉ニ仕フ祖父ヲ日根野加賀守ト云、父ヲ同長左衛門といふ」とある。

## 生涯

### 斎藤家臣時代
はじめ斎藤道三に仕え、子の斎藤義龍の代に重用され頭角を現す。弘治元年（1555年）10月22日、義龍の命で義龍の異母弟である兄弟を稲葉山城内で斬殺した。義龍が斎藤氏の実権を握ると以後は重臣に列し、斎藤龍興の代にも変わらず用いられた。永禄年間に弘就と氏家直元・安藤守就・竹腰尚光との4人、あるいはこれに日比野清実・長井衛安を加えた6人の連署で発給された書状が多く残っている。
その後、不仲であった安藤ら西美濃三人衆が織田家と内通の疑いが掛かったため、近江国の浅井賢政（のちの長政）に要請して、西美濃三人衆の領地への出兵を促し、牽制した。永禄7年（1564年）、安藤守就とその娘婿の竹中重治による稲葉山城占拠事件により、主君の龍興ともども稲葉山城を退去させられている。永禄9年（1566年）より延永姓（延永氏は一色氏の家臣で丹後守護代などを務めた家柄）へと改め、延永備中守弘就を称した。
龍興に従って織田家への抵抗を続けたが、永禄10年（1567年）8月には稲葉山城は織田家の手に落ちたうえ、西美濃三人衆が完全に信長に通じ、大名としての斎藤家は滅んだ。これによって弘就も失領し、弟・盛就などと共に日根野一族は浪人となった。

### 流浪
斎藤家滅亡後、弘就ら日根野一族は遠江国の今川氏真に仕えた（『太閤記』では関東に下ったとある）。永禄11年（1568年）12月27日には掛川城主朝比奈泰朝が徳川氏の家臣石川数正と交戦し、弘就の家臣である日根野源太・鈴木深右衛門が討死している。翌永禄12年（1569年）1月12日には天王山を守って徳川家康と戦った。同月18日には盛就と共に出撃して徳川方の金丸山砦を強襲し、久野宗信・小笠原氏興を敗走させ、更に応援に駆けつけた岡崎衆も弘就が襲撃し破った。家康はこの敗報に怒り、久野らを叱責したという。しかし今川も徳川に敵わず同年中に掛川城は降伏・開城し、日根野一族はまたしても浪人となった。
今川没落後は西上し近江へと向かい、近江の土豪の今井秀形・島秀安らと誼を通じていたが、やがて浅井長政に仕えた。しかし、元亀3年（1572年）冬には浅井家を去り、長島一向一揆に参加し岐阜にほど近い新砦の守備にあたっている。
元亀2年（1571年）8月、石山本願寺の顕如は、当時越前国の朝倉氏の下にいた一色式部大輔（＝斎藤龍興）に充てて書状を送り、「御本意」実現を願って黄金と太刀を贈っている。また、翌元亀3年（1572年）8月に美濃郡上郡の安養寺乗了と越前大野郡の最勝寺専勝から、本願寺の坊官である下間頼旦に対して、本願寺から郡上郡と大野郡の門徒に協力を命じた”「一色殿」の入国計画”の進行状況に関する書状が残されている。それより少し前の同年正月には、「一色義紀」と称していた龍興から乗了に対して、専勝が遠藤氏を説得し、また自分も日根野弘就を長島に派遣する予定であったが、専勝の病気で計画が延期になってしまったとする書状が残されている。
これらの文書から、朝倉氏や越前・美濃の門徒の支援を受けた龍興が北（越前）から、長島の門徒の支援を受けた弘就が南（伊勢）から、龍興や弘就の旧領である美濃に入国・挟撃する計画が存在したことが分かり、同年冬には実際に作戦が実行されたことを示唆する顕如の書状が存在する。しかし朝倉軍が雪のために全軍を越前に引き上げたこともあって、龍興も越前に引き上げたとみられている。同じく弘就も長島に戻ったと思われる。
また、弘就は大湊に船を出させて足弱衆（女や子供）などを運ばせていたが、天正元年（1573年）9月20日付けの塙直政の書状では「日根野が足弱を送ってきた船の件は曲事であるので船主共を必ず成敗すること」を信長御意の事として大湊に通達しており、後に日根野の協力者であると割れた山田三方の福島親子が処刑された。
天正2年（1574年）9月29日の織田軍の総攻撃をもって長島の一向一揆は壊滅したが、日根野一族は長島を脱出した。
しばらく後に、長年対抗し続けてきた信長の元に降った。なお、時期は不明であるが近江を活動拠点とした頃より平松（滋賀県東近江市平松町か）の地に在所と城を得ていて、そこに在住していたという。。

### 織田家臣時代
織田家仕官後の身分は馬廻で、天正3年（1575年）8月の越前一向一揆討伐に参加し、遠藤慶隆らと共に越前国に攻めこみ、日根野隊は白木峠を越えて穴馬谷に侵入し、ここを固めていた一揆を撃破した。天正6年（1578年）11月の有岡城の戦いにも参陣している。
天正8年（1580年）閏3月には弟・盛就を初めとして同六郎左衛門・半左衛門・勘右衛門・五右衛門らが揃って安土（現・近江八幡市安土町）に屋敷地を与えられており、弘就以外の日根野一門も信長の馬廻に取り立てられている。
天正10年（1582年）6月の本能寺の変時には在京して宿をとっていたが、本能寺や二条御所には駆けつけず状況を静観しつつ、美濃の佐藤秀方と書状を交わして今後に付いて相談する。山崎の戦いの後には遠藤慶隆に京都の情勢を伝えている。

### 豊臣家臣時代
天正11年（1583年）5月、弘就は池田恒興と共に美濃の瑞竜寺に禁制を発しており、賤ヶ岳の戦い後に美濃に領地を与えられている事が窺える。天正12年（1584年）3月には秀吉の命で伊勢国に出陣。続いて尾張に転じて小牧・長久手の戦いに従軍し、弟・盛就らと共に要所である二重堀砦の守備を任せられた。ここで度々徳川軍と小競り合いがあったが多くの死傷者を出しながら守りきった。5月1日になると羽柴軍主力の美濃転身に従って砦を捨て撤退を開始し、細川忠興・木村重茲・長谷川秀一・神子田正治らと羽柴軍の殿を務め、追撃を仕掛けてきた織田信雄の軍と交戦した。
天正13年（1585年）7月、四国攻めに羽柴秀次の元で参加し、阿波の脇城を攻めている。その後、秀吉の勘気を被り一時追放されたが、天正18年（1590年）に許され、再び仕えた。文禄・慶長の役の際には秀吉の使として朝鮮に渡海したという。文禄4年（1595年）、秀次事件後の所領の整理が行われ、弘就のこの後の所領は伊勢・尾張・三河内に合わせて16,000石となっている。
慶長3年（1598年）8月、秀吉が死去した際には遺物国俊の刀を受領した。

### 晩年
慶長5年（1600年）の関ヶ原の戦いでは、東軍西軍どちらに与すか表立っては明らかにせず、戦後に減封処分を受けている。
慶長7年5月28日（1602年7月17日）に死去したが、弘就の遺領は召し上げられており、また信濃国諏訪藩主であった孫の日根野吉明も関ヶ原で東軍に参加したにもかかわらず、慶長6年（1601年）に石高を半分以下に減らされた上で下野国壬生藩へと転封されている。
一説では、弘就は西軍内通の証拠を隠滅した上で自害したとも言われ、今のところはそれを裏付ける確実な史料は見つかっておらず俗説の域は出ない。

## 鎧兜に関して

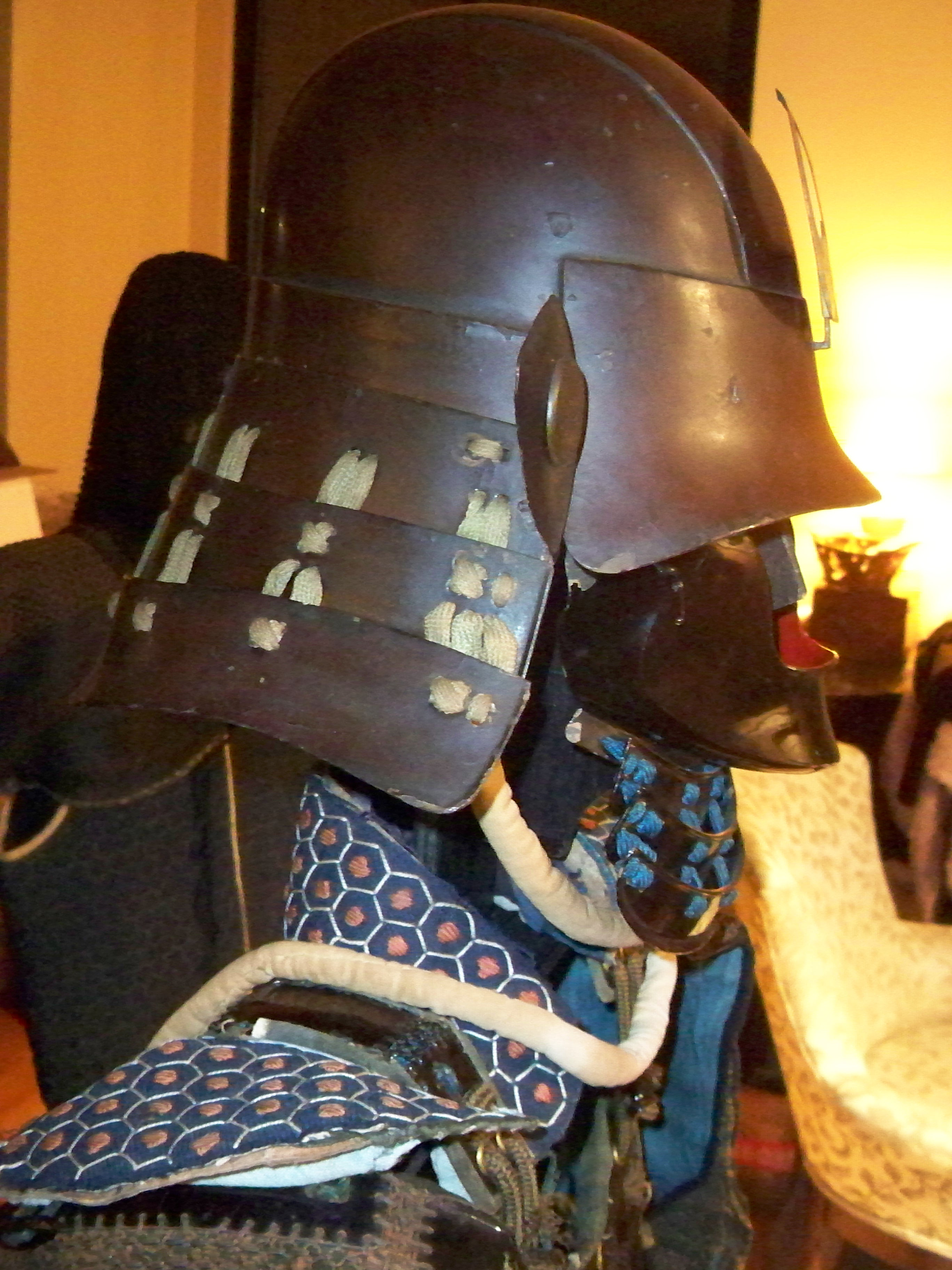
日根野頭形兜

鎧や兜を多く自作し、特に日根野頭形兜は曲線的な形状から鉄砲に対するにあたって実戦向きであるとして重宝され、「日根野頭形（ひねのずなり）」として後世に名を残した。日根野頭形の兜は戦国後期に流行し徳川家康、真田信繁（幸村）、井伊直政、立花宗茂、千利休など様々な人物が日根野頭形を原型としてそれぞれ独自の装飾を施して用いた。

## 日根野弘就を題材とした作品
小説
- 岩井三四二『浪々を選びて候』(講談社、2003年9月)
- 岩井三四二『逆ろうて候』(講談社文庫、2007年8月)